# دهائنکی
دهائنکی (به انگلیسی: Dhainke) یک منطقهٔ مسکونی در پاکستان است که در پنجاب واقع شده‌است. دهائنکی ۱۷۷ متر بالاتر از سطح دریا واقع شده‌است.